# ميري برانديباك
ميريادوك برانديباك (بالإنجليزية: Merry Brandybuck)‏، يُدعى عادة ميري، هو شخصية خيالية من رواية سيد الخواتم الأسطورية التي تدور أحداثها في عالم الأرض الوسطى لجاي. آر. آر. توكين، والتي تُعد أشهر عماله. يُوصف ميري بأنه واحد من أقرب الأصدقاء لبطل الرواية فرودو باغينز.كان ميري وصديقه بيبين عضوين في زمالة الخاتم.افترقا عن باقي المجموعة وأمضيا معظم قصتهما في البرجين متخذين قراراتهما الخاصة بنفسيهما. تجند ميري في جيش روهان في فيلم عودة الملك تبجيلًا للملك ثيودن، إذ خاض عدة معارك في حرب الخاتم.عاد إلى بلدته بعد انتهاء الحرب حيث تولى قيادة عملية تطهير المقاطعة مع بيبين باستخدام نفوذ سارومان.

## التاريخ الخيالي
عُرف ميريادوك برانديباك، الهوبيت، باسم ميري، وكان الابن الوحيد لسارادوك برانديباك، سيد بوكلاند، وإزميرالدا برانديباك (توك قبل الزواج)، الأخت الصغرى لبالادين توك الثاني، ما جعله أول اقرباء ابن بالادين، وصديقه بيريغرين (بيبين) توك.
يصف توكين ميري في سيد الخواتم بأنه الهوبيت الأكثر إدراكًا وذكاءً، إذ كان يعلم بشأن الخاتم وقوته الخفية حتى قبل مغادرة بيلبو باغينز البلدة. حرس باغ إند بعد حفلة بيلبو الوداعية، لحماية فرودو من الضيوف غير المرحب بهم. كان ميري الدافع المؤثر خلف «مؤامرة» سام وبيبين وفريديغر بولجر وهو نفسه لمساعدة فرودو. حصل على سيفه في بارو-داونز، وهو خنجر مصوغ في مملكة أرنور.
عند مدخل موريا، سأل ميري غاندالف عن معنى الكلام المنقوش على الباب «تكلم، أيها الصديق، وادخل». عندما يكتشف «غاندالف» التفسير الحقيقي، يقول: «كان ميري، من بين جميع الناس، على الطريق الصحيح». في آمون هين، تختطف أورك هاي، وهي إحدى عصابات سارومان، كلًّا من بيبين وميري رغم دفاع برومير. يهرب ميري مع بيبين إلى فانغورن، وتنقذ تريبيد قائدة الإينت حياتهما وتعطيهما شرابًا خارقًا: جعلهما يكبران ليصبحا أطول الهوبيت في التاريخ. مصحوبَين بتريبيد إلى تجمع حشد الأشجار ولاحقًا إلى إيزنغارد، الذي دمره الإينت، استقرا في بوابة قلعة إيزنغارد، والتقيا الملك ثيودن حاكم روهان، وجمعهما مع الزمالة. يُقسِم ميري بالولاء لثيودن ويصبح من أتباعه. مخالفًا أوامر ثيودن، يمتطي المهر متوجهًا إلى غوندور برفقة إيوين ابنة أخ الملك، التي تنكرت بزي جندي مشترك. في معركة بيلينور فيلدز، وبينما لم يكترث قائد نازغول بإيوين، يصيب ميري القبطان الأسود خلف ركبته، ثم يتعثر فتقتله إيوين. يحقق هذا النبوءة بأنه «لن يُقتَل على يد رجل»، بل كان هوبيت وأنهت حياته امرأة. يجعل إيومر ميريادوك فارس البلدة بسبب شجاعته.
بعد حرب الخاتم، يعود ميري وبيبين إلى ديارهما بصفتهما أطول الهوبيت، ليكتشفا أن سارومان استولى على البلدة. يحرض ميري وبيبين سكان البلدة على الثورة ضد سارومان. نتيجة مشاحنات حثالة البلدة، يقود ميري حشود الهوبيت، ويقتل إيومير قائد سارومان «الخسيس» في أثناء معركة بيواتر. يرث ميري لقب سيد بوكلاند في بداية العصر الرابع، ويدخل تاريخ المقاطعة محققًا هذا الإنجاز. يعود ميري مع بيبين إلى روهان وغوندور حيث يتوفيان. يُدفنان مع ملوك غوندور في راث دينين، ثم يُنقلان إلى جانب أراغون. خلفه ابنه في حكم بوكلاند.

## التلقي
تناقش الناقدة جين تشانس نيتشة دورَ ميري وصديقه بيبين مبينة التناقض بين «اللوردين الجيرمانيين الطيب والشرير ثيودن ودينيتور». كتبت أن كلا الزعيمين يتلقيان ولاء الهوبيت، ولكن بطريقتين مختلفتين للغاية: يعامل ثيودن، وهو ملك روهان، ميري بحب متبادل، بينما يقلل دينيتور، وهو وكيل غوندور، من قيمة بيبين لأنه صغير، ويقيده بقسم رسمي قاسٍ.